# 麻田藩
麻田藩（日语：／ Asada han */?）是日本江戶時代的一個藩。位於攝津國，藩廳在麻田陣屋（今大阪府豐中市螢池中町），藩主是青木氏，家格屬於外樣大名。
藩祖青木一重曾經侍奉過今川氏真跟德川家康，曾在姊川之戰裡取下朝倉家重臣真柄直隆的首級，於小牧·長久手之戰後被豐臣秀吉挖角（一重之父重直曾是丹羽長秀及豐臣秀吉的家臣），在秀吉死後繼續侍奉豐臣秀賴，和速水守久及伊東長實共列為御馬迴七手組，大坂冬之陣後擔任和談使者出使德川家康，卻被他扣留。在豐臣秀賴死後，青木一重再度被家康起用，領有攝津國豐島郡15村、川邊郡3村，共一萬兩千石的封地，成立麻田藩。
二代藩主青木重兼善理民政，但也開啟麻田藩崇佛風氣，三代藩主青木重正在寛文年間（1661年-1673年），為黄檗宗佛日寺的伽藍建築花費莫大經費，使藩內財政窮乏，因此極度鼓勵領民生產酒、油等生活必需品，十代藩主青木一貞則設立了藩校直方堂培養人才。青木家整整支配了麻田藩14代，直到明治時代後，末代藩主青木重義於版籍奉還後仍為藩知事，但在廢藩置縣後被免職，於1884年（明治17年）被列為子爵。

## 歷任藩主
1. 青木一重
2. 青木重兼
3. 青木重正 （駿河大納言德川忠長家老朝倉宣親的長男）
4. 青木重矩
5. 青木一典
6. 青木一都
7. 青木見典
8. 青木一新
9. 青木一貫 （伊予國宇和島藩主伊達村年的三男）
10. 青木一貞
11. 青木重龍
12. 青木一興
13. 青木一咸 （豐前國中津藩主奧平昌高的八男）
14. 青木重義